# Harur
Harur è una suddivisione dell'India, classificata come town panchayat, di 20.346 abitanti, situata nel distretto di Dharmapuri, nello stato federato del Tamil Nadu. In base al numero di abitanti la città rientra nella classe III (da 20.000 a 49.999 persone).

## Geografia fisica
La città è situata a 12° 4' 0 N e 78° 30' 0 E e ha un'altitudine di 349 m s.l.m..

## Società

### Evoluzione demografica
Al censimento del 2001 la popolazione di Harur assommava a 20.346 persone, delle quali 10.170 maschi e 10.176 femmine. I bambini di età inferiore o uguale ai sei anni assommavano a 2.385, dei quali 1.218 maschi e 1.167 femmine. Infine, coloro che erano in grado di saper almeno leggere e scrivere erano 15.326, dei quali 8.374 maschi e 6.952 femmine.